# زنبق‌تبارها
زنبق‌تبارها (نام علمی: Irideae) نام یک تبار از زیرخانواده زنبق‌واران است.